# 沃斯特罗耶农村居民点
沃斯特罗耶农村居民点（俄语：Сельское поселение Востровское）是俄罗斯联邦沃洛格达州纽克谢尼察区所属的一个农村居民点。其下辖有9个居民点，行政中心为沃斯特罗耶。据2015年统计，该农村居民点的人口为595人。